# Jerónimo de Azevedo
D. Jerónimo de Azevedo (Penafiel, Honra de Barbosa, c. 1555 (?) —  Lisboa, Castelo de São Jorge, março de 1625) foi um fidalgo português, governador de Ceilão e vice-rei da Índia portuguesa. No ano de 1597 proclamou em Colombo o Rei de Portugal, Filipe I, como herdeiro legítimo do trono de Cota, fundamentando assim as reivindicações portuguesas de soberania sobre a ilha de Ceilão.

## Juventude e partida para a Índia
Era filho de D. Manuel de Azevedo, senhor das honras de Barbosa e Ataíde e abade comendatário de São João de Alpendurada; e neto paterno de D. João de Azevedo, Bispo do Porto. Sendo assim meio-irmão, por parte de seu pai, do Mártir jesuíta, Beato Inácio de Azevedo de Ataíde Abreu Malafaia.
Sendo filho mais novo e também ilegítimo não pôde herdar os bens paternos, nomeadamente o senhorio das honras e os morgadios das quintas de Barbosa e Ataíde, cada uma delas com uma renda que D. Manuel de Azevedo em seu testamento avaliou em 100 mil reais anuais, quantia apreciável na época. O herdeiro presuntivo da fazenda paterna seria o irmão mais velho, o futuro Beato Inácio de Azevedo, que porém renunciou aos seus direitos ao ingressar nos Jesuítas em 1548; seu pai nomeou assim herdeiro um outro dos seus filhos, D. Francisco de Ataíde e Azevedo. Sem herança que lhe garantisse meios de subsistência, Jerónimo de Azevedo seguiu o exemplo de muitos filhos segundos de famílias nobres, partindo ainda muito jovem para o Estado da Índia, onde fez toda a sua carreira. 
Foi recebido na corte, como pajem (moço fidalgo) do rei D. Sebastião, em 25 de março de 1577 (uma posição que era reservada para fidalgos muito jovens, sugerindo que terá nascido durante a década de 1550 e não perto de 1540, como algumas fontes referem). Tudo indica que já tinha então a perspectiva de rapidamente seguir para o Oriente - e pouco tempo depois embarcou para o Estado da Índia. 

## Governo de Ceilão
Azevedo foi capitão-mor da costa do Malabar durante aproximadamente 15 anos, antes de ser nomeado capitão-geral da conquista do Ceilão no final do ano de 1594, cargo que iria ocupar por cerca de 18 anos (desde o Natal de 1594 até novembro de 1612), ou seja, um período de duração excepcionalmente longa para um mandato de alto nível na hierarquia da Ásia portuguesa dessa época. A sua nomeação assinalou um importante ponto de viragem, em sentido expansionista, da presença portuguesa no território do atual Sri Lanka.  
Anos antes, em 1580, o rei de Cota, Dom João Dharmapala, convertido ao cristianismo, tinha deixado todo o seu Reino como legado ao Rei de Portugal. Mas a decisão provocou forte resistência nos habitantes deste reino de maioria budista, assim como no vizinho budista Reino de Cândia. Os portugueses tiveram assim que subjugar pela força o reino de Cota.

### Campanhas militares em Cota (Kotte)
Azevedo chegou a Colombo com um reforço de tropas no dia 24 de dezembro de 1594, menos de três meses depois de seu antecessor, Pedro Lopes de Sousa, 1.º governador do Ceilão português, ter sido morto na batalha de Danture (no dia 9 de outubro de 1594). Nessa batalha, o exército português fora aniquilado pelas forças do Reino de Cândia e isso causara, na sequência, o quase colapso da autoridade portuguesa em Cota, pelo que Azevedo, ao desembarcar, encontrou uma situação de rebelião geral, alastrando até o termo da cidade de Colombo. Só a sua chegada com tropas frescas evitou o desastre para a posição portuguesa na ilha.  

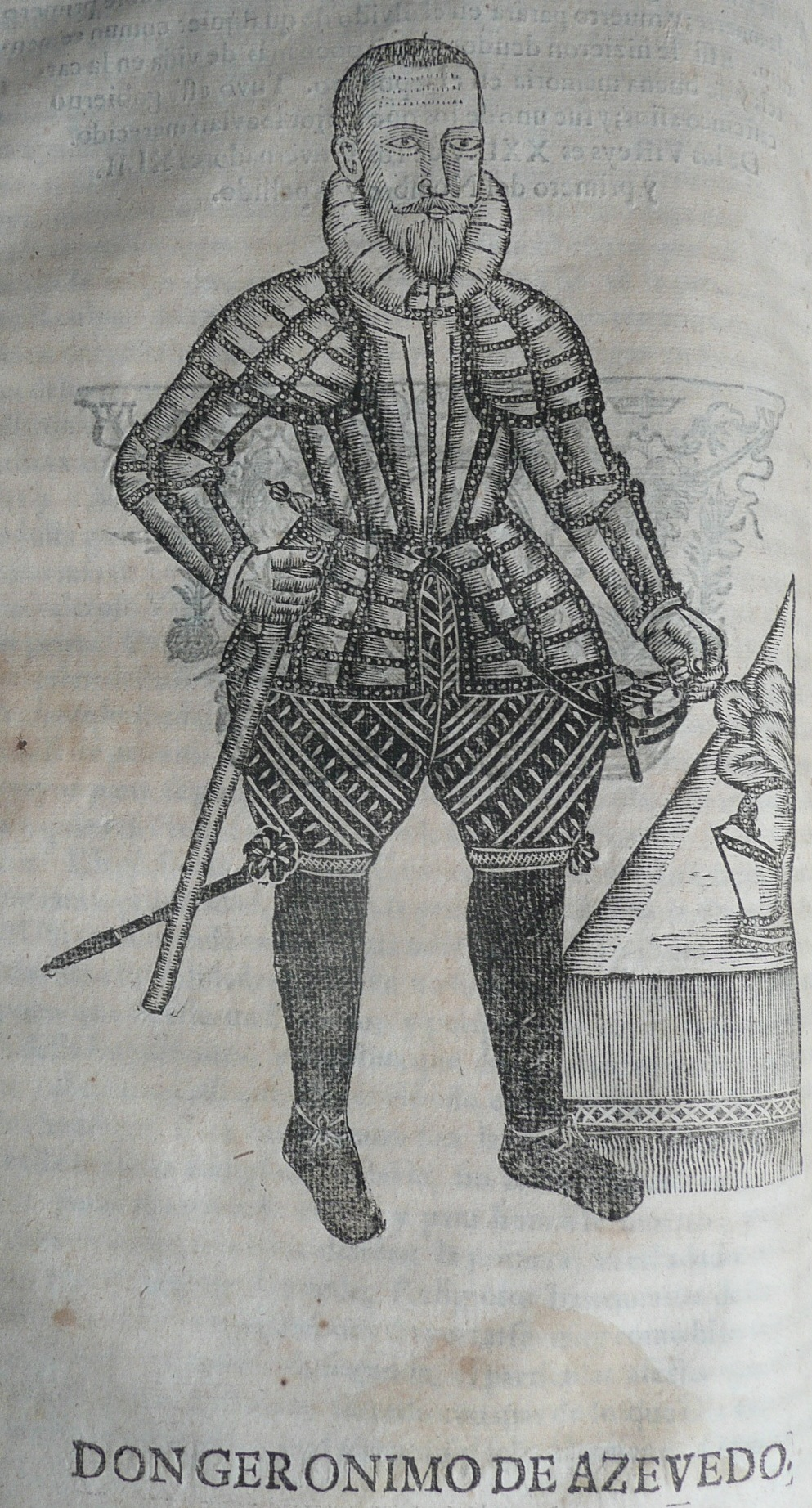
D. Jerónimo de Azevedo, retratado na Ásia portuguesa de Manuel de Faria e Sousa. Parte III. Lisboa 1675

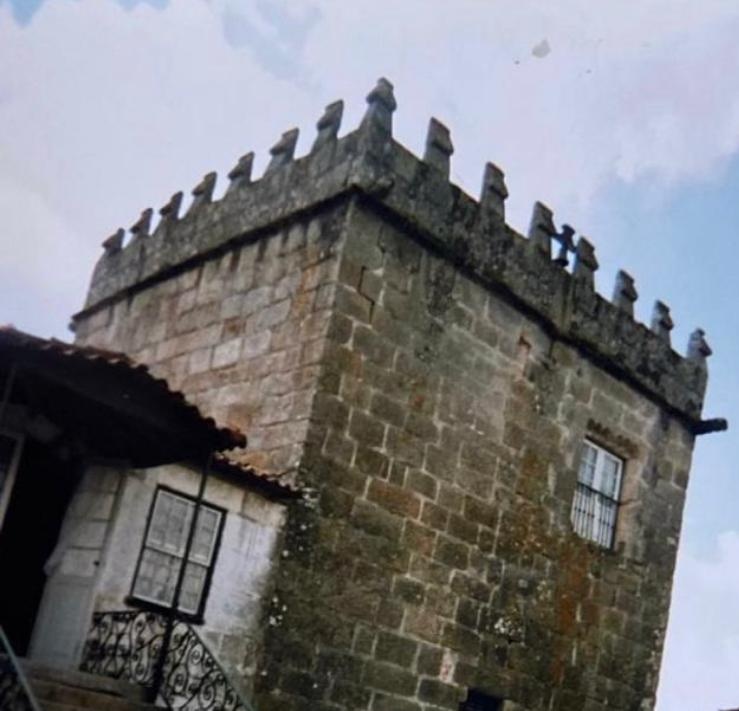
A Torre do século XII da Honra de Barbosa, o senhorio onde nasceu D. Jerónimo de Azevedo

No dia 1 de janeiro de 1595, Azevedo fez uma parada militar das forças armadas à sua disposição, com o rei Dharmapala (a fonte de legitimidade para o domínio português em Cota) a seu lado, na qual reuniu perto de 900 soldados portugueses e 2.000 soldados Lascarins (auxiliares locais da tropa portuguesa). Ao analisar a situação, decidiu que teria que começar por pacificar as planícies de Cota antes de poder pensar em retaliar contra o reino montanhoso de Cândia. Iniciou assim uma série de prolongadas, complexas e sangrentas campanhas militares para esmagar as revoltas em Cota, que iriam concentrar a sua atenção até serem concluídas com êxito no ano de 1602. A propósito destas campanhas, o rei de Portugal, em carta dirigida ao vice-rei em Goa no final de 1601, disse que não iria esquecer os muitos serviços que Azevedo havia entretanto prestado à coroa.  

### Proclamação de Filipe I de Portugal como rei de Cota (Kotte)
Além do lado militar, porém, o governo de D. Jerónimo de Azevedo em Cota foi também marcado por importantes iniciativas políticas, especialmente depois da morte do rei Dom João Dharmapala, ocorrida em maio de 1597. 
Apesar de ter casado três vezes, o rei de Kotte faleceu sem herdeiros, pelo que o trono reverteu, de acordo com o seu testamento, a favor do rei Filipe I de Portugal. A 29 de maio, escassos dois dias depois da morte do rei, D. Jerónimo de Azevedo convocou uma reunião na Igreja da Misericórdia de Colombo (então usada como Sé Matriz), em que participaram vários dignitários portugueses e um número importante de nobres da corte do rei de Kotte. Entre os nobres locais contavam-se um mudalyar (uma alta patente militar), um aratchi (capitão de companhia de soldados de Ceilão) e um patangatim (líder de casta, entre os pescadores). Os participantes nesta Assembleia haviam sido escolhidos "pelos principais vassalos do rei de Cota" e, no final, um aratchi anunciou à multidão concentrada frente à Igreja que o falecido rei Dharmapala havia doado o trono ao rei de Portugal, pelo que seria necessário proclamá-lo como novo  monarca. A Assembleia jurou assim obediência a Filipe I e uma procissão desfilou em seguida pelas ruas de Colombo, clamando, à maneira tradicional portuguesa:
Real, real, real, pelo muito poderoso Senhor el-Rey Dom Filipe Rei de Portugal e de Ceilão
Esta Cerimônia, decidida e organizada com rapidez por Azevedo, equivaleu assim à aclamação de Filipe I como rei de Portugal nas cortes de Almeirim, permitindo desde logo dissipar quaisquer dúvidas que houvesse sobre o direito legítimo de sucessão do soberano luso ao trono de Kotte.

### A "Convenção de Malvana"
Entretanto, sendo a grande maioria dos habitantes de Kotte budista, era inevitável que houvesse um diálogo direto entre o novo poder em Colombo e seus súbditos não-cristãos com vista a negociar os detalhes concretos da integração da ilha na soberania lusa. Azevedo tomou assim a iniciativa de convocar a chamada Convenção de Malvana (1598), que reuniu os representantes de todos os distritos de Kotte. Após 2 dias de deliberações, Azevedo aceitou que os habitantes nativos de Cota manteriam suas leis e costumes (ou seja, não teriam que seguir as Ordenações Filipinas, o código legislativo promulgado por Filipe I de Portugal em 1595, que ficou em vigor na metrópole portuguesa até 1867) enquanto estes, pelo seu lado, juraram fidelidade ao rei de Portugal. Esta Convenção é referida (cerca de 40 anos após a data em que se supõe tenha sido convocada) numa carta dirigida por líderes cingaleses ao capitão-geral, Diogo de Melo e Castro (1636 - 1638).

### Abertura de Ceilão aos jesuítas
Outro aspecto a que Azevedo deu muita atenção foi o da atividade missionária, em que figurou entre os principais responsáveis pela abertura aos jesuítas da parte de Ceilão sob domínio português - que desde 1554 estava reservada em exclusivo aos franciscanos, por decisão da Coroa tomada nesse ano e depois reafirmada em 1593.

Bandeira do Reino de Cota (ou Kotte), legado ao soberano português pelo seu rei, Dom João Dharmapala. Quando este faleceu em 1597, D. Jerónimo de Azevedo tomou posse de Cota, como representante de Filipe I

Em janeiro de 1597 (ou seja, cerca de 2 anos após o início do governo de D. Jerónimo em Ceilão) o bispo de Cochim, D. André de Santa Maria, escreveu ao rei de Portugal, sugerindo ser necessário alargar a atividade missionária em Ceilão aos jesuítas, pois os recursos disponibilizados pelos franciscanos seriam insuficientes para esse efeito. Na sequência, ainda em 1597, a coroa portuguesa recebeu propostas específicas - provavelmente tendo como base as ideias do bispo de Cochim, apoiadas pelo capitão-geral, que era irmão do mártir jesuíta Inácio de Azevedo - sobre a forma de dividir a atividade missionária na ilha entre as duas ordens. A partir dessas propostas, a posição da coroa mudou e em abril de 1602 chegaram a Colombo os primeiros quatro jesuítas, legitimados por patente emitida pelo vice-rei Aires de Saldanha, em 27 de fevereiro de 1602.

### Campanhas militares contra o Reino de Cândia
Azevedo teve mais dificuldade nas suas tentativas para subjugar Cândia. Invadiu o reino em 1603, mas após sucessos iniciais foi forçado a efetuar uma retirada (em Badulla) ao ocorrer uma rebelião geral dos Lascarins, tropas indígenas de Ceilão que habitualmente lutavam ao lado das forças portuguesas. Em contraste com o seu predecessor no governo de Ceilão, Pedro Lopes de Sousa, morto numa anterior tentativa de invasão do Reino de Cândia (em 1594), Azevedo conseguiu contudo evitar a aniquilação das forças portuguesas, mostrando grande capacidade militar e limitando a relativamente poucas as baixas portuguesas. Este movimento de recuo das tropas sob as ordens de Azevedo ficou conhecido como a famosa retirada.
Depois deste revés, D. Jerónimo decidiu mudar de estratégia, descartando o plano de seus antecessores em Ceilão de tentar subjugar Cândia através de uma grande e decisiva ofensiva militar e adotando em vez disso uma abordagem baseada na guerra econômica. Duas vezes em cada ano os portugueses passaram a efetuar curtas mas violentas incursões, invadindo em profundidade o território de Cândia para destruir lavouras e saquear aldeias, matando todo o gado. Isso enfraqueceu enormemente Cândia do ponto de vista humano e econômico - nas palavras de um cronista português da época, o jesuíta Fernão de Queiroz, o Reino de Cândia "nunca no nosso tempo recuperou a sua antiga opulência e tamanho". D. Jerónimo fez também construir uma rede de fortalezas em forma de semicírculo, ao longo da fronteira ocidental de Cândia, para reforçar o domínio português do lado leste e controlar os acessos às montanhas de Cândia.
Esta estratégia visando a asfixia do Reino de Cândia não produziu contudo todos os efeitos esperados por Azevedo, sobretudo porque os portugueses instalados em praças como São Tomé de Meliapor, apoiados pelo rei hindu de Jaffna, não aceitaram abandonar o comércio altamente lucrativo que mantinham com Cândia.

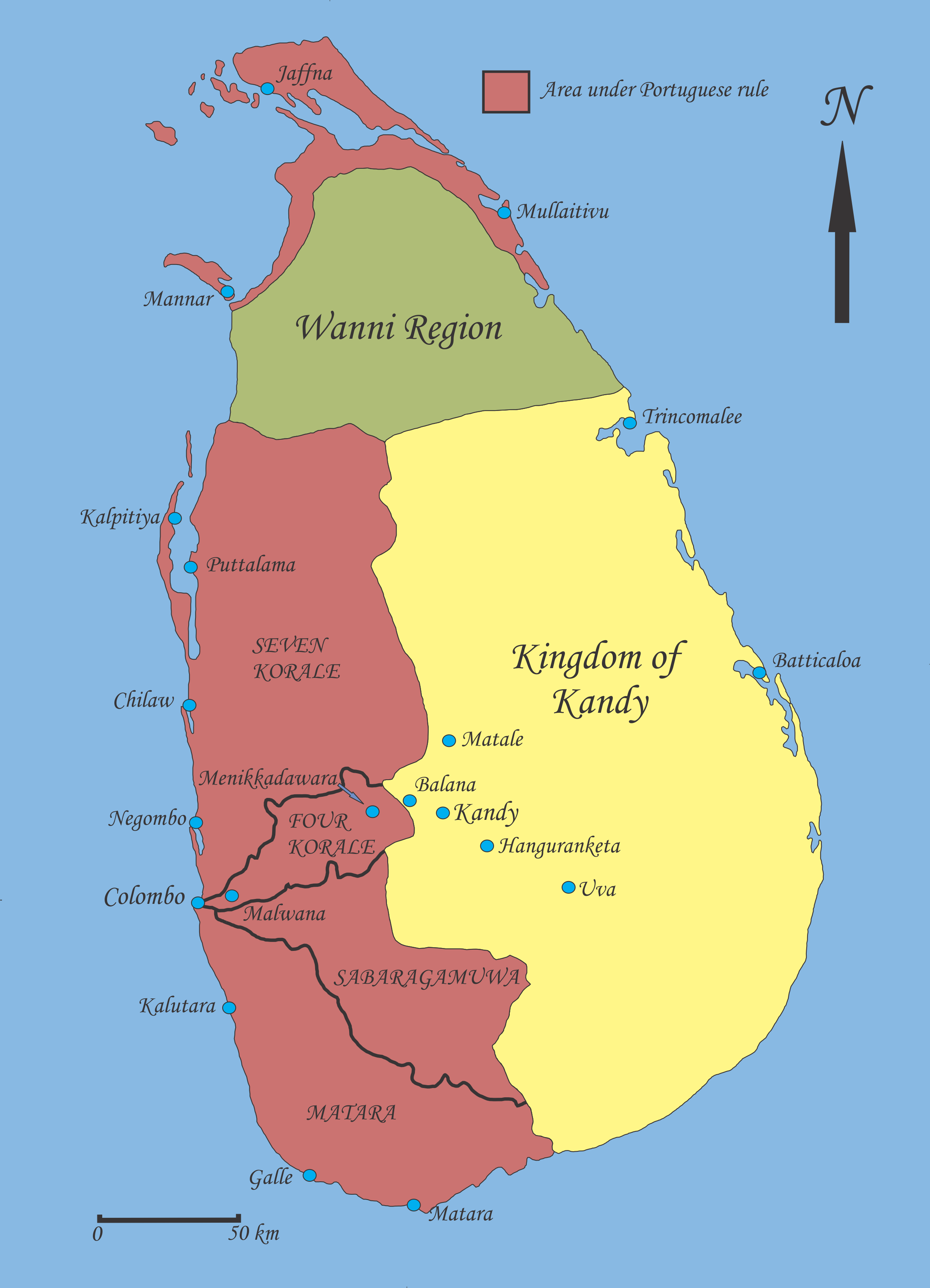
Mapa político de Ceilão no início do séc. XVII. D. Jerónimo de Azevedo invadiu o Reino de Cândia em 1603, mas teve que recuar depois de uma revolta das tropas indígenas - os Lascarins - que auxiliavam os portugueses.

Quando finalmente partiu de Colombo para Goa, em 1612, Azevedo deixou instruções claras para o seu sucessor, insistindo que a sua inovadora estratégia militar deveria continuar sendo seguida até que Cândia aceitasse um estatuto de vassalagem perante o reino de Portugal. Já em Goa, como vice-rei, Azevedo repetiu várias vezes essas mesmas instruções para o capitão-general instalado em Colombo.

## Vice-rei da Índia portuguesa
Azevedo foi nomeado 39.º Governador e 20.º Vice-Rei da Índia ainda em 1611, tendo rumado para Goa em 1612. 

### Novo Ativismo português na Ásia do sul e sudeste
Segundo o historiador A. R. Disney o período de novo expansionismo português na Ásia do Sul e Sudeste atingiu o seu ápice precisamente por volta do ano em que D. Jerónimo de Azevedo tomou posse do governo em Goa. Entretanto, esse auge não durou muito tempo e já estava em retração quando D. Jerónimo deixou a Índia, em 1617.
Durante o seu governo houve ainda várias demonstrações desse ativismo: por exemplo, em 1615 Azevedo apoiou uma expedição a Pegu que tentou, sem o conseguir no final, capturar o tesouro imperial em Mrauk-U. E em 1616, Azevedo comandou uma grande frota de navios portugueses que tentou expulsar de Surat os navios da Companhia Inglesa das Índias Orientais que, sob o comando de Nicholas Downton, lá faziam comércio em detrimento do monopólio português. Nessa armada participou seu irmão D. Manuel de Azevedo, capitão de Chaul e Diu, que afundou durante os combates algumas naus de comércio inglesas, sendo que no final não se alcançou o objetivo estratégico de expulsar a Inglaterra das rotas comerciais da costa indiana. 

### Explorações geográficas
Azevedo foi também confrontado, durante o seu mandato em Goa, pelo desafio resultante da expansão holandesa em áreas onde a coroa portuguesa tinha exercido o seu monopólio comercial. A resposta que deu não foi apenas no domínio militar, procurando defender as praças militares e em geral as posições portuguesas ameaçadas pelo avanço holandês no oceano Índico. Ordenou também diversas missões de exploração geográfica, nomeadamente duas expedições a Madagáscar (então chamada ilha de São Lourenço), uma região onde as frotas holandesas estavam cada vez mais ativas. Essas explorações, de que participaram padres jesuítas, produziram novos mapas e roteiros da região e compilaram cuidadosamente observações científicas, numa demonstração de que o espírito dos descobrimentos continuava presente no império português no primeiro quartel do século XVII. 

### Conflitos com enviado castelhano e perda de favor na corte filipina
Quando regressou a Lisboa, em 1618, Azevedo teve seus bens confiscados, por várias acusações, incluindo a de enriquecimento ilícito. Um fator que provavelmente contribuiu para a sua perda de favor na corte filipina foi a obstrução que fez, quando vice-rei em Goa, á missão do castelhano García de Silva y Figueroa, que Filipe III de Espanha (FiIipe II de Portugal) nomeara como seu embaixador junto ao Xá da Pérsia. Silva y Figueiroa partiu de Lisboa em abril de 1614, rumo a uma escala em Goa, onde teve diferendos com Azevedo, pelo que ficou retido e até mesmo por um tempo detido antes de conseguir prosseguir a sua viagem até à Pérsia. Note-se que o vice-rei, ao agir desta forma, expressava também os sentimentos dos habitantes portugueses de Goa, que viram com grande preocupação o envio de um cidadão espanhol como embaixador a um país (a Pérsia) onde Portugal supostamente tinha interesses exclusivos, no quadro da distribuição de poderes acordada entre Portugal e Espanha, desde o início da União Dinástica, em 1580.
D. Jerónimo de Azevedo faleceu em 16 de março de 1625 em Lisboa, no Castelo de S. Jorge, antes de ver terminado o seu julgamento. Foi sepultado na capela do presépio da Igreja de São Roque, então pertencente aos Jesuítas e sua principal Igreja em Portugal. No seu túmulo pode ler-se a seguinte inscrição:
AQUI JAZ DOM JERÓNIMO DE AZEVEDO XXII VICE-REI DA ÍNDIA MORREU EM LISBOA A IX DE MARÇO DE MDCXXX
Há no entanto alguns erros de cronologia e datas cometidos pelo autor da inscrição, incluindo o de Jerónimo de Azevedo ter sido o 20.º vice-rei da Índia e não o 22.º, como nela se lê.

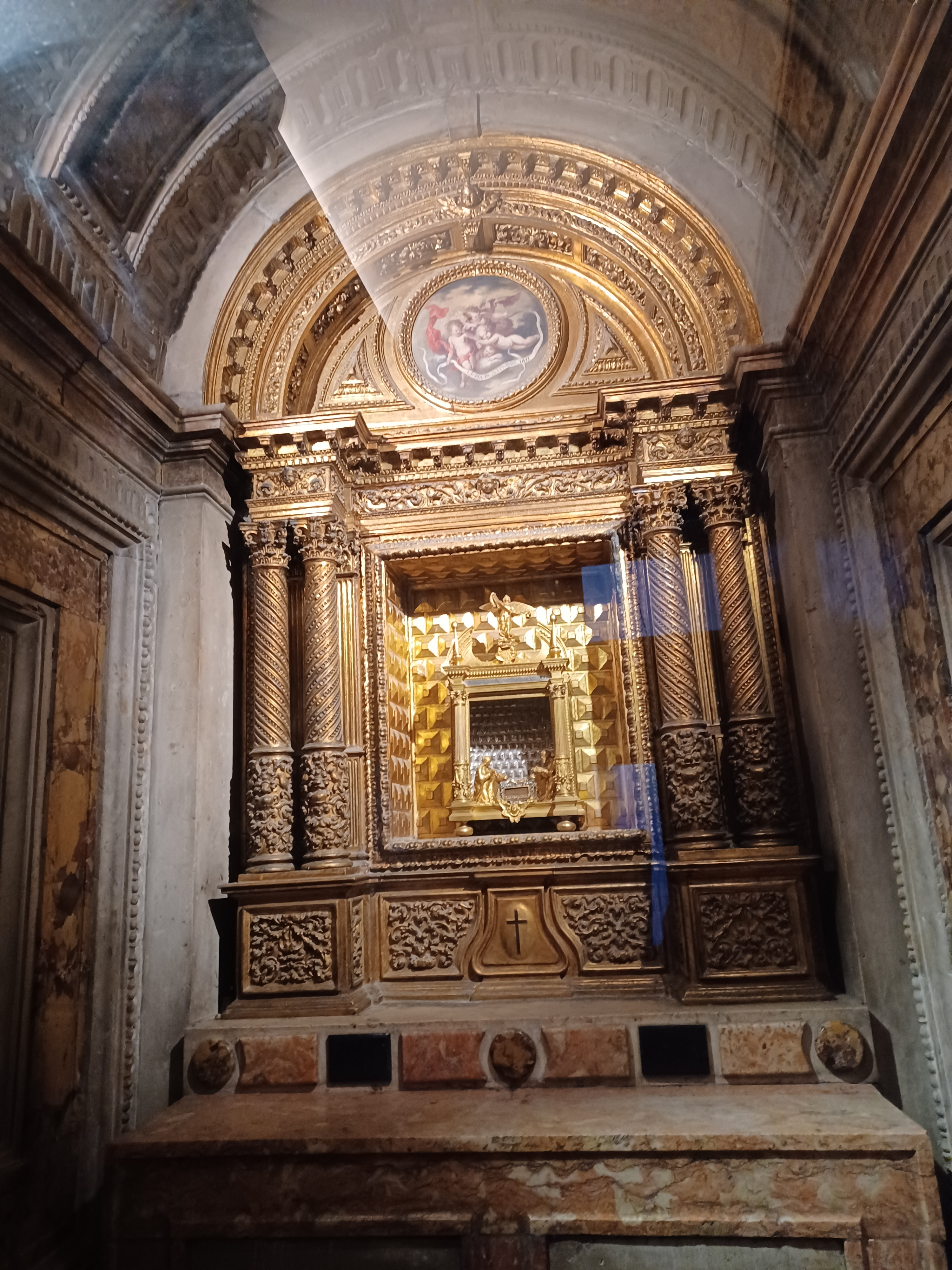
A capela do presépio, na Igreja de São Roque, em Lisboa, onde está sepultado D. Jerónimo de Azevedo

## Balanço e legado dos seus governos
Azevedo viveu numa época do Império português no Oriente posterior à do seu apogeu, estando já relativamente debilitado pela chegada de potências europeias rivais a águas asiáticas. Quando a coroa portuguesa, aproveitando desenvolvimentos políticos em Ceilão considerados favoráveis, decidiu - em 1594 - empreender a conquista da totalidade da ilha estava ciente de que, dada a escassez de recursos humanos e financeiros disponíveis, teria que fazê-lo aplicando em conjunto, com a maior habilidade possível, não somente estratégias políticas como também constantes esforços militares. As qualidades marciais e políticas do governador eram assim fundamentais - e fornecem a razão capaz de explicar o invulgarmente longo mandato de Azevedo em Colombo, seguido pela sua promoção, com a nomeação para vice-rei em Goa, em 1611.
A missão de Azevedo em Ceilão não era fácil; em 1597 ele tentou se demitir do cargo de capitão-geral e mais tarde - em fevereiro de 1603 - foi também submetido a inquérito ("devassa") conduzido pelo arcebispo de Goa, por alegada apropriação indevida de recursos. Porém, logo em 15 de março do mesmo ano, o rei escreveu ao arcebispo solicitando o adiamento do inquérito, pois entretanto recebera do bispo de Cochim informações favoráveis sobre as campanhas militares de Azevedo na ilha. Claramente, o rei não desejava que os bons resultados militares do governador fossem postos em causa, e no final concedeu a D. Jerónimo uma tença de 100 mil reais e uma comenda na Ordem de Cristo. Nessa época, Azevedo já tinha adquirido em Ceilão algo do poder e da mística inerentes a um vice-rei. 
Entretanto, Azevedo foi mais do que um chefe militar, como se pode observar pelas iniciativas nas áreas política (Convenção de Malvana) e missionária (abertura aos jesuítas) que tomou em Ceilão ou no apoio às atividades de exploração geográfica e recolha de dados científicos durante o seu mandato em Goa. No balanço final, é provável que, mais do que as acusações de malversações (aliás comuns a muitos governadores e vice-reis que o antecederam) tenham sido sobretudo as suas atitudes politicamente arriscadas contra um enviado pessoal do rei de Espanha e Portugal a ditar a queda em desgraça na corte e a prisão em Lisboa.

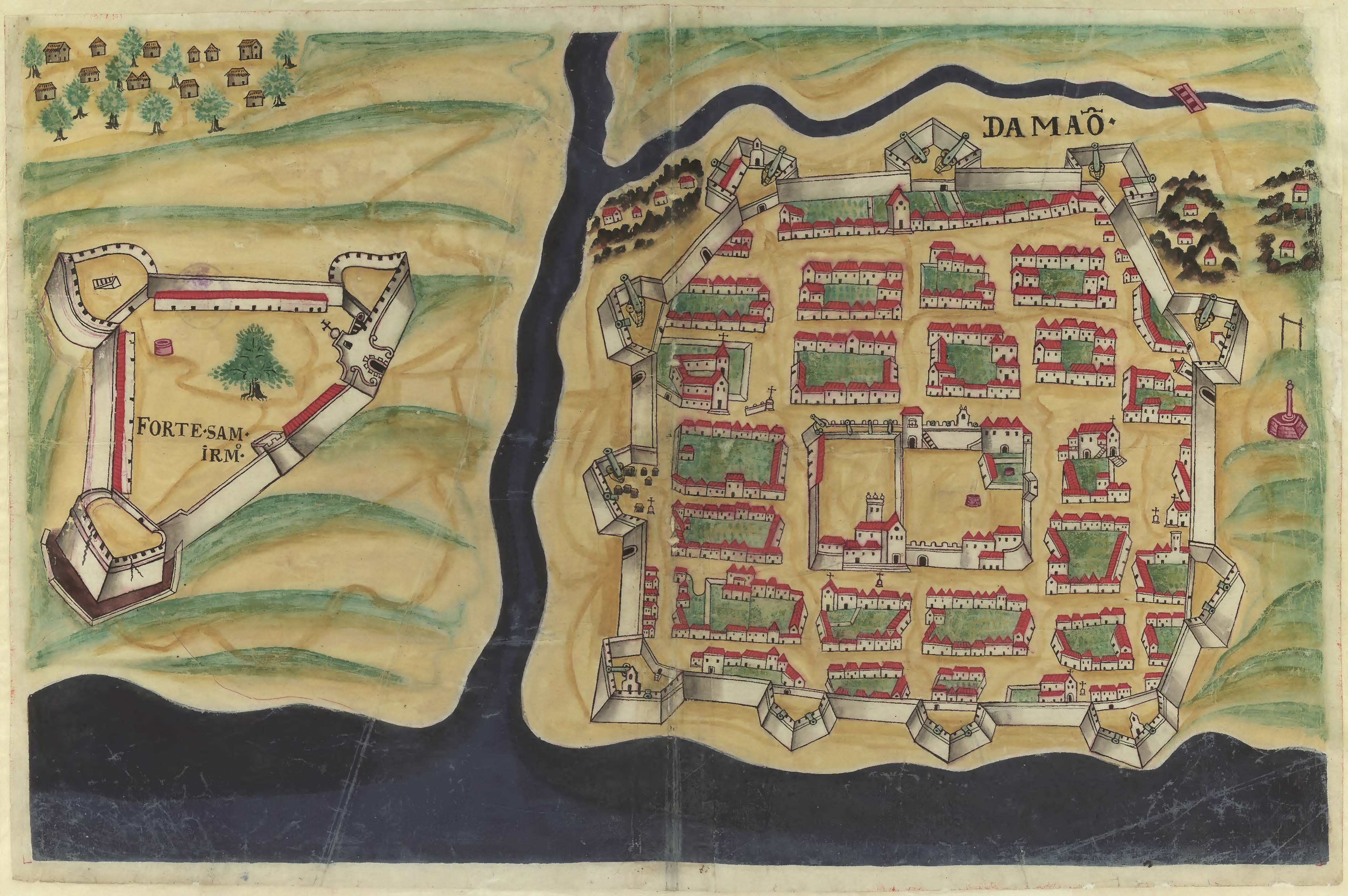
Mapa de 1635 mostrando à esquerda o Forte de São Jerónimo, em Damão. D. Jerónimo de Azevedo, então vice-rei da Índia portuguesa, mandou construir o Forte no ano de 1615.

## Toponímia
O Forte de São Jerónimo, em Damão (Nani Damã), na Índia, teve a sua construção iniciada em 1615, durante o seu governo, e recebeu esse nome em sua homenagem. 
Em Portugal, a cidade do Porto atribuiu o seu nome a uma rua.
D. Jerónimo de Azevedo foi também responsável pela reconstrução do Palácio do Hidalcão (Adilshahi) em Goa.